# Raphael (TMNT)
Raphael, Raph, är en fiktiv rollfigur som namngavs efter renässansens Raffaello Sanzio och förekommer i berättelserna om de muterade sköldpaddorna Teenage Mutant Ninja Turtles. Hans bandana är känd som röd, och i Mirageserierna bär alla fyra sköldpaddor röd bandana. Raphael brukar betraktas som ilsken, bitter och upprorisk. Hans huvudvapen är två saisvärd, även om sådana i verkligheten sällan användes av ninjas. 

## Serietidningar
I de ursprungliga Mirageserierna var Raphael den mest våldsamme sköldpaddan och gick bärsärkargång antingen i strid eller då han blev arg. Han har ett något cyniskt och sarkastiskt sinne för humor.
I serierna av Mirage Comics som följde de två första volymerna av Mirageserierna, som kanoniska, blev Raphael skadad i ansiktet. Därefter bar han en av Casey Jones hockeymasker, liksom en ögonlapp. 
Archieserierna började som en direkt adaption av 1987 års tecknade TV-serie innan man började utveckla nya berättelser. Bland annat bar Raphael i denna version en svart dräkt från en intergalaktisk fribrottartävling på Stumpasteroiden. Han hade en flickvän vid namn Ninjara, som var en talande räv från Japan (som han sedan gjorde slut med). I 1987 års tecknade TV-serie förklarar titelmelodin att han i denna version är "cool but rude" ("cool men ohyfsad"), en motsats till övriga versioner, och här är han humoristisk och skämtar ofta med och om Michelangelo.
I 2003 års TV-serie är Raphaels personlighet mer lik den i den ursprungliga filmadaptionen, han är argare och mer sardonisk, men inte lika våldsam som i de tidiga Mirageserierna. 
Raphaels röst läses av Frank Frankson, som sedan avsnittet "Touch and Go" under säsong 3, namnges som John Campbell. På polska läses hans röst av Dariusz Odija, mest känd som rösten på polska åt Optimus Prime i Transformers.

## 2012
Raphaels röst läses av Sean Astin i 2012 års serie.

## Filmer
I 1990 års filmadaptation talar Raphael med Brooklynaccent, och hans karaktär är den som beskrivs mest. Han har ett kvickt temperament, använder "milda svordomar", utmanar Leonardo i ordkrig och är först att möta mänskliga karaktärer som April O'Neil och Casey Jones. 
I de tecknade serierna baserade på filmen börjar Raphael verka som "Nightwatcher" efter att misslyckat försök att rädda en gammal man som en gång själv var brottsbekämpare. Sin tid som "Nightwatcher" är en av få där använder ett annorlunda ninjitsuvapen, manriki: kedjor som kan döljas i händerna och användas från längre avstånd. Till skillnad från saisvärden är dessa vapen inte lika dödliga, men kan krossa ett huvud om de används med tillräcklig styrka. I romanversionen av filmen kallas hans vapen felaktigt bolos, en referens till vapnet bolas.
I den första långfilm Teenage Mutant Ninja Turtles spelas han av Josh Pais, som också läser hans röst. I andra långfilmen spelas han av Laurie Faso, som också läser hans röst. i den tredje långfilmen spelas han av Matt Hill medan Tim Kelleher läser hans röst. I 2007 års film TMNT läses hans röst av Nolan North. Borys Szyc läser hans röst på polska.
I 2014 års långfilm spelades han av Alan Ritchson.